# Netzwerkarbeit
Die Netzwerkarbeit stellt ein Instrument der Sozialen Arbeit dar. Netzwerkarbeit gewinnt immer mehr an Bedeutung, in sozialen wie in wirtschaftlichen Bereichen, sie erleichtert das Zusammenarbeiten und die Kontaktaufnahme. Die Grenzen zwischen Kooperation und Netzwerkarbeit sind fließend, da Kooperation zugleich Voraussetzung und Bestandteil der Netzwerkarbeit ist. Die Kommunikation zwischen den Netzwerkpartnern wird durch den Einsatz elektronischer Medien erleichtert, da virtuelle Plattformen wie Internet oder Intranet den raschen Austausch von Informationen und Dokumenten ermöglichen.
Es wird von einer Ankerperson aus eine Netzwerkkarte erstellt, die hilft das soziale Netz der Person visuell darzustellen. Die Netzwerkarbeit liegt nun darin, diese Karte anhand von klar strukturierten Verfahren zu analysieren und eine Handlungshilfe darzustellen, an welchem Punkt des Netzwerkes es sinnvoll ist, die sozialen Kontakte intensiver zu pflegen.